# Climat de la Dordogne
La Dordogne possède un climat océanique tempéré à hivers modérés et à étés chauds. Les variations de températures sont très importantes entre le nord-est et le sud-ouest : plus de 5 °C de différence sur la moyenne annuelle.